# La fuerza de las cosas
La fuerza de las cosas (en francés La Force des choses) es la tercera parte de la tetralogía de memorias escrita en 1963 por Simone de Beauvoir. Las dos primeras partes son Memorias de una joven formal (1958) y La plenitud de la vida (1960). El cuarto tomo de la tetralogía es Final de cuentas (1972). Simone de Beauvoir escribió otro libro de memorias posterior, La ceremonia del adiós (1981), donde cuenta los últimos años de la vida de su pareja, Jean-Paul Sartre. Póstumamente (en 1990) apareció un Diario de guerra. Septiembre 1939- Enero 1941.

## Argumento
En este tercer volumen de sus memorias, la autora se cuestiona su propia vida. En su prólogo escribió:

He querido que en este relato circule mi sangre; he querido arrojarme a él, todavía viva